# Wilhelm-Ernst-Gymnasium Weimar

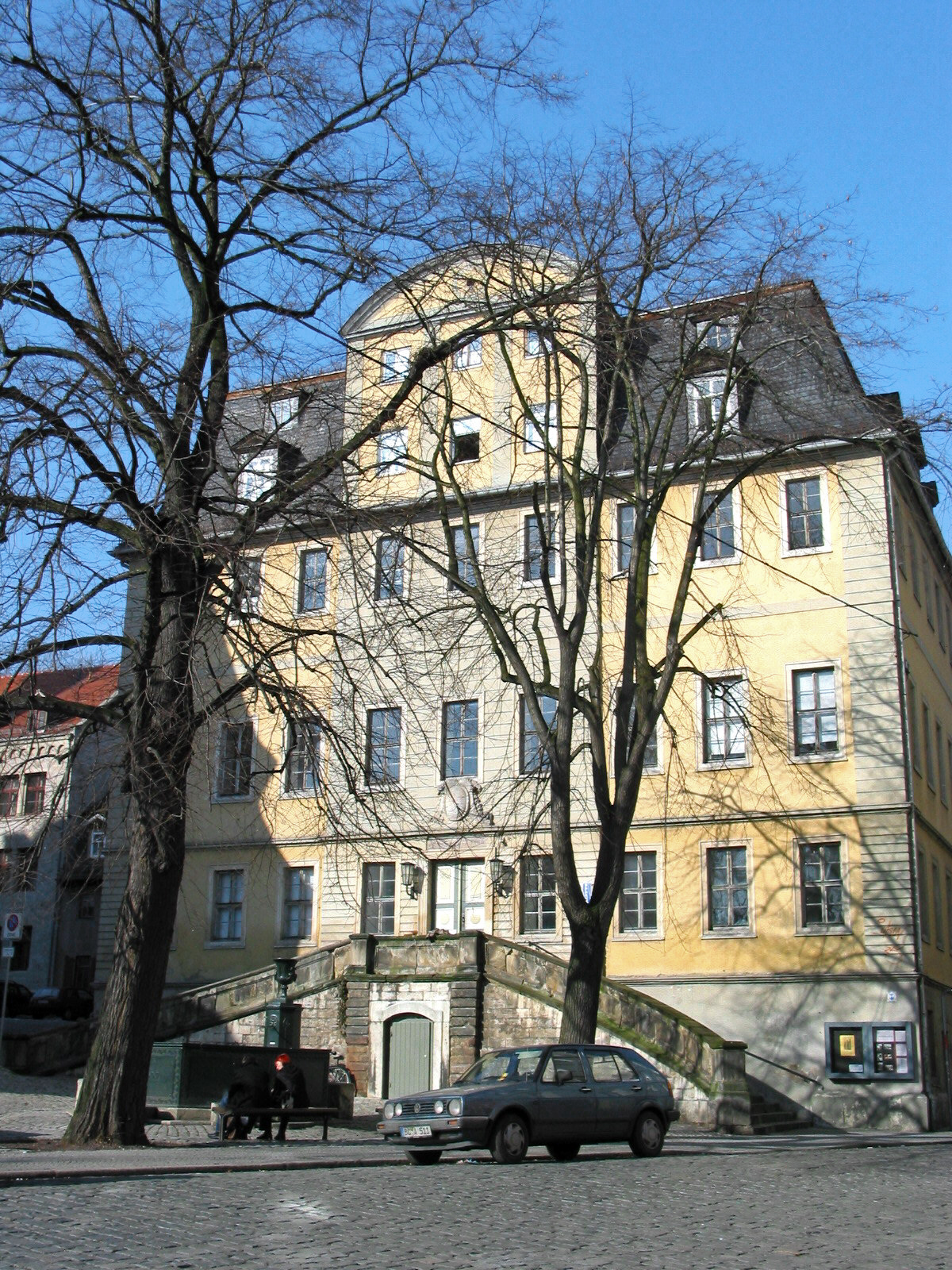
Südansicht des „Alten Gymnasiums“ am Herderplatz in Weimar (vor der Sanierung)

Das Wilhelm-Ernst-Gymnasium am Herderplatz 14 in Weimar wurde 1712 von Herzog Wilhelm Ernst gegründet und ist das älteste Schulgebäude der Stadt. Hier gaben u. a. die Schriftsteller Johann Gottfried Herder, Johann Heinrich Voß, Friedrich Wilhelm Riemer und Johann Karl August Musäus Schulunterricht. Das alte Gymnasium ist als Einzeldenkmal ausgewiesen und eines der wenigen erhaltenen profanen Bauwerke vorklassischer Zeit in Weimar. Es liegt an städtebaulich exponierter Lage in der Altstadt und ist als eine von drei Weimarer Herderstätten Teil des Ensembles „Klassisches Weimar“, das 1998 von der UNESCO zum Weltkulturerbe erklärt wurde.

## Geschichte

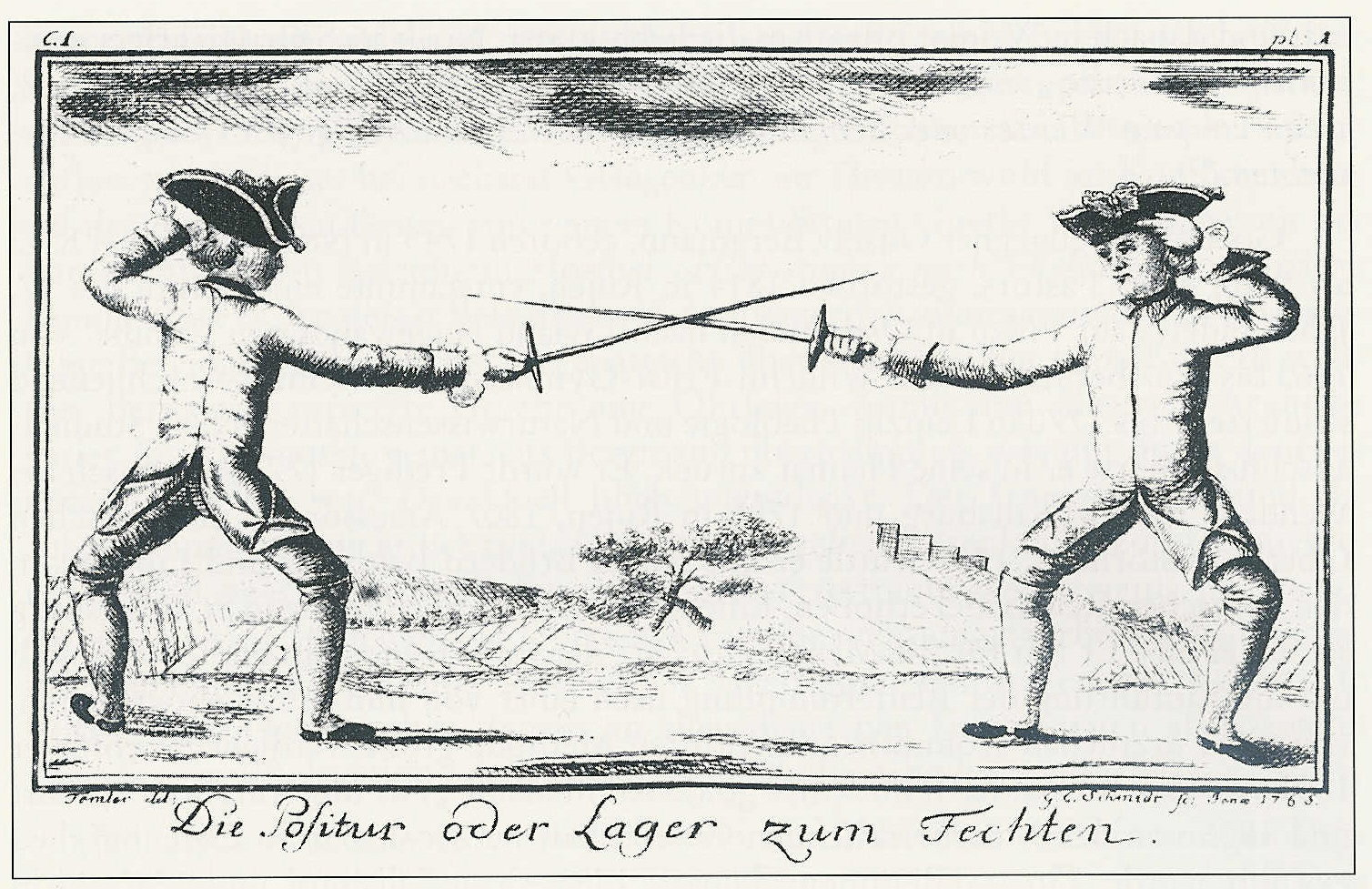
Fechtmeister Weischner des Weimarer Gymnasiums posiert mit einem Schüler für eine Abbildung in seinem Fechtlehrbuch von 1765

Das Wilhelm-Ernst-Gymnasium wurde im Jahr 1712 auf Geheiß von Herzog Wilhelm Ernst von Sachsen-Weimar anstelle der alten Stadt- und Landschule von 1561 als neue herzogliche Schulanstalt für Begabte unter dem Namen „Wilhelminum Ernestinum“ gegründet. Als Lehrer wirkten hier unter anderem Johann Heinrich Voß, Friedrich Wilhelm Riemer und Johann Karl August Musäus. Nach mehreren Jahren der Schulnutzung übernahm 1776 der nach Weimar berufene Generalsuperintendent Johann Gottfried Herder die Direktorenschaft des Gymnasiums und erhielt als Ephorus zugleich die Oberaufsicht über alle Schulen des Herzogtums Sachsen-Weimar-Eisenach. Ab 1784 überließ der Großherzog Karl August von Sachsen-Weimar-Eisenach den Festsaal der reformierten Gemeinde zum Gottesdienst. Um 1800 erhielt die Schule eine bis dahin lang entbehrte Schulbibliothek (Teilbestände davon gelangten um 1950 in das Stadtarchiv Weimar). Im 19. Jahrhundert diente der Bau weiterhin als humanistisches Gymnasium. Steigende Schülerzahlen führten am 10. Oktober 1887 zum Umzug in einen größeren Schulneubau in der Weimarer Amalienstraße 4 (seit September 1991 Goethegymnasium Weimar). Das alte Gebäude am Herderplatz diente ab 1910 als Großherzoglich-Sächsische Baugewerkenschule. Das Wilhelm-Ernst-Gymnasium wurde nur bis 1945 als solches bezeichnet. In der DDR wurde in dem ehemaligen Gymnasium 1953 ein Museum für Naturkunde eingerichtet. Außerdem nahm der Bau das „Polytechnische Zentrum“ der Weimarer Schulen mit Lehrklassen und Produktionsräumen auf.

## Bauwerk

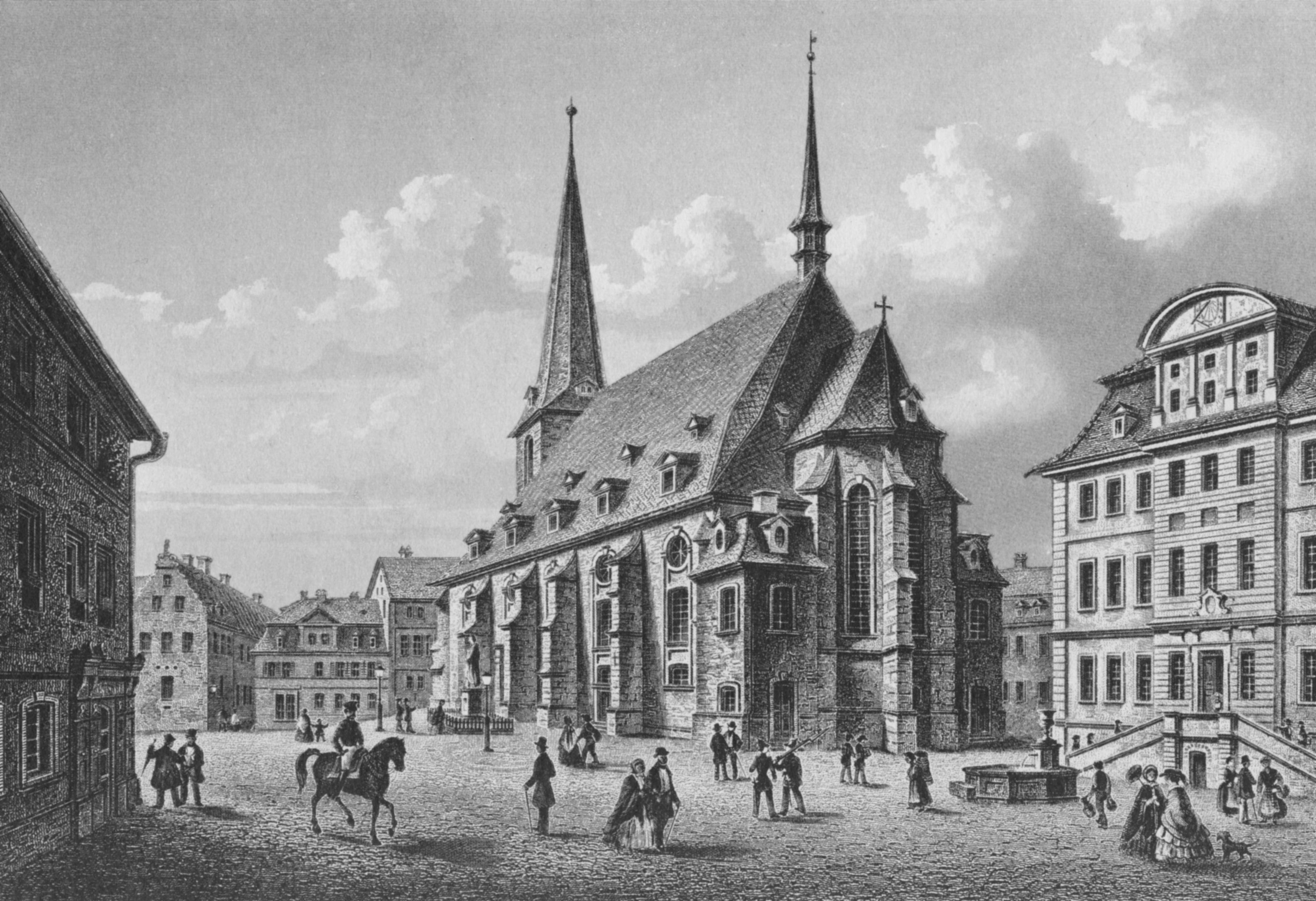
Der Herderplatz von Südosten um 1840, rechts das Wilhelm-Ernst-Gymnasium mit Freitreppe, Stahlstich von L. Oeder

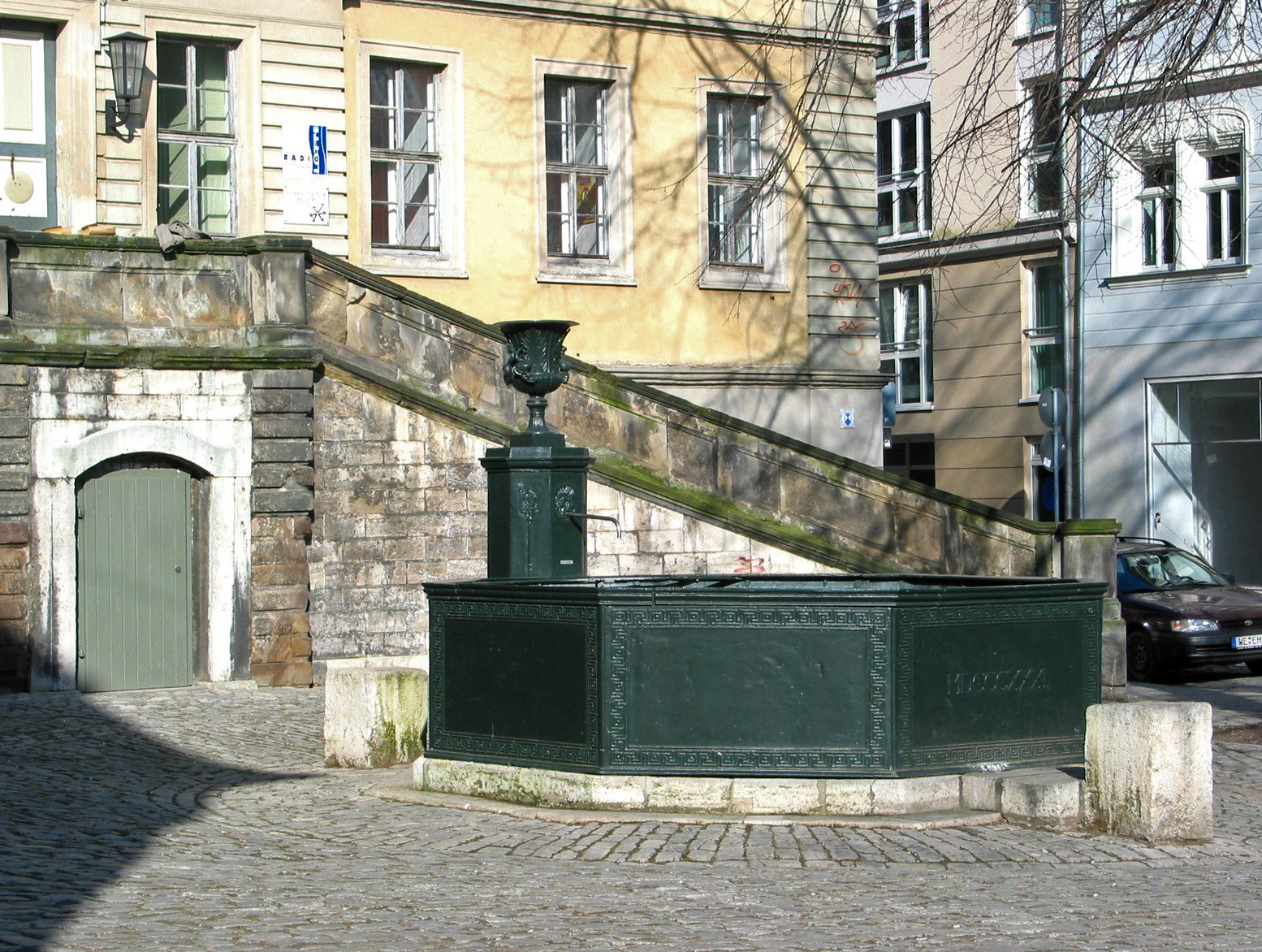
Südeingang der Schule mit steinerner Freitreppe, davorliegend der gusseiserne „Herderbrunnen“ von C. W. Coudray

Das Schulgebäude im Barockstil, das bis heute die Inschrift „Soli deo gloria“ trägt (lateinisch für „Einzig Gott zur Ehre“), wurde in den Jahren 1712 bis 1716 direkt neben der Stadtkirche St. Peter und Paul unter der Leitung von Landbaumeister Christian Richter errichtet. Es handelt sich um einen dreigeschossigen Bau mit hohem, ausgebautem Mansarddach und Dachhäuschen. Die Fassade wird durch einen dreiachsigen Mittelrisalit betont, der von einem zweigeschossigen Zwerchhaus bekrönt wird. Vor der Fassade erstreckt sich eine ausladende, zweiläufige Freitreppe, die den gesamten Vorplatz beherrscht.
An der Nordseite ist risalitartig ein Treppenhaus angebaut, durch das die Geschosse erschlossen werden. Die ursprünglich vermutlich steinerne Treppenanlage wurden 1860 durch eine Holztreppe ersetzt. 1976 wurde das einst großzügige Foyer, das das Erdgeschoss mit dem Obergeschoss verband, zugunsten eines weiteren Klassenraumes geschlossen und ein massiver Treppenhauskern als Stahlkonstruktion mit Betonblockstufen eingebaut. Das Gebäude verfügt im Erdgeschoss und 1. Obergeschoss über sechs große Klassenräume und einen Saal, dessen Stuckdecke noch weitgehend erhalten ist. Im zweiten Ober- und im Dachgeschoss waren einst die Lehrerwohnungen untergebracht. Von den originalen Türen und Fenstern sind noch einige wenige zweiflügelige Türen und Fenster erhalten, der Rest wurde in späterer Zeit ausgetauscht. Zu DDR-Zeiten brachte man im Eingangsbereich ein politisch geprägtes Wandbild aus bemalten Fliesen an.

## Herderbrunnen
Vor der steinernen Freitreppe des Wilhelm-Ernst-Gymnasiums, Richtung Herderplatz, steht seit 1832 ein achteckiger, gusseiserner Brunnen nach dem Entwurf des Architekten und Oberbaudirektors Clemens Wenzeslaus Coudray, der dem Standort angemessen den Namen „Herderbrunnen“ erhielt. Seine Teile wurden in einer fränkischen Eisengießerei nahe Coburg gegossen. Sein Erscheinungsbild ähnelt dem ersten gusseisernen Brunnen in Weimar, dem „Goethebrunnen“, der 1822 auf dem Frauenplan aufgestellt wurde (siehe: Brunnen in Weimar). Auch hier ist der Einlauf in den Brunnen über einem Obelisken mit einem bekrönenden Krater zu sehen, der mit herabschwimmenden Delfinen verziert ist. Der Wasserspeier hat die Form einer Teufelsfratze. Eine stilisierte Schlange ziert eine der Platten des Brunnens in deren Mitte. Die Plattenränder dagegen säumt jeweils ein fortlaufendes Mäanderband. Der Sockel, die Absatzsteine sowie die Hundetränke sind im Kontrast zum gusseisernen Becken aus Travertin gefertigt.

## Heutige Nutzung
Die Räumlichkeiten des heute auch unter dem Namen „Altes Gymnasium Weimar“ geführten Gebäudes wurde nach 1999 und bis 2008 durch das nicht-kommerzielle „Radio Lotte“ genutzt. Auch die Volkshochschule Weimar mit ihrem benachbarten Standort am Herderplatz 9 nutzte das Gebäude zeitweise. Das UNESCO-Ensemble „Klassisches Weimar“ aus dem ehemaligen Gymnasium, dem Herderhaus und der Stadtkirche St. Peter und Paul („Herderkirche“) wurde mit 5,4 Millionen Euro aus dem „Investitionsprogramm Nationale UNESCO-Welterbestätten“ restauriert. Seit 2014 wird das Gebäude als Interim-Rathaus von der Stadtverwaltung genutzt, die das historische Rathaus am Marktplatz wegen baulicher und Brandschutzmängel verlassen musste. 2018 zog das Standesamt der Stadt Weimar in das ehemalige Wilhelm-Ernst-Gymnasium am Herderplatz 14.

## Direktoren
Leitende Direktoren und Konrektoren des Gymnasiums (geordnet nach Amtszeit):
- Johann Christoph Kiesewetter (1666–1744), Pädagoge, Philologe, Rektor
- Johann Matthias Gesner (1691–1761), klassischer Philologe und Bibliothekar – Konrektor von 1715 bis 1729
- Jakob Carpov (1699–1768), Philosoph, Theologe und Mathematiker, Rektor ab 1737, Direktor von 1745 bis 1768
- Johann Michael Heinze (1717–1790), Philologe, Rektor
- Johann Friedrich Hirt (1719–1783), evangelischer Theologe, Orientalist, Philosoph – Konrektor von 1748 bis 1758
- Johann Gottfried Herder (1744–1803), Dichter, Übersetzer, Theologe, Philosoph etc. – Direktor von 1776 bis 1791
- Karl August Böttiger (1760–1835), Philologe, archäologischer Schriftsteller – Direktor von 1791 bis 1806
- Christian Ludwig Lenz (1760–1833), Philologe – Direktor von 1806 bis 1819
- August Gotthilf Gernhard (1771–1845), Philologe – Direktor von 1819 bis 1845
- Johann Friedrich Röhr (1777–1848), Theologe, Schriftsteller, Goethes Grabredner – Ephorus ab 1820
- Hermann Sauppe (1809–1893), klassischer Philologe, Pädagoge und Epigraphiker – Direktor von 1845 bis 1856
- Gustav Weiland, Direktor von 1856 bis 1860
- Hermann Rassow (1819–1907), Gräzist und Aristotelesforscher – Direktor von 1860 bis 1881
- Hugo Ilberg (1828–1883), angesehener Gymnasialpädagoge – Konrektor von 1861 bis 1862
- Ludwig Weniger (1841–1926), Direktor von 1881 bis 1908
- Paul Koetschau (1857–1939), Direktor von 1908 bis 1923
- Carl Theil (1886–1945), Direktor von 1923 bis 1924
- Emil Herfurth (1887–1951), Direktor von 1932 bis 1945, Politiker (DNVP, NSDAP)

## Lehrer
Geordnet nach Lehrzeit
- Lorenz Reinhard (1700–1752), lutherischer Theologe und Geistlicher – Professor unter anderem für Theologie und Geschichte von 1727 bis 1744
- Johann Karl August Musäus (1735–1787), Schriftsteller, Philologe, Märchensammler – ab 1769 Professor für alte Sprachen und Geschichte
- Johann Traugott Leberecht Danz (1769–1851), Kirchenhistoriker und Theologe – bis 1798 Lehrer
- Johann Gottfried Melos (1770–1821), Religionslehrer und Philologe, Schulbuchautor
- Heinrich Voß (1779–1822), Klassischer Philologe – von 1804 bis 1806 Professor für Latein und Griechisch
- Franz Passow (1786–1833), Klassischer Philologe – von 1807 bis 1810 Professor für Griechisch
- Ferdinand Gotthelf Hand (1786–1851), Klassischer Philologe – ab 1810 Professor für Philosophie und griechische Literatur
- Johannes Schulze (1786–1869), preußischer Theologe, Philologe, Pädagoge und Kulturbeamter – von 1808 bis 1812 Professor
- Friedrich Wilhelm Riemer (1774–1845), Philologe, Schriftsteller, Bibliothekar, Goethes Sekretär – von 1812 bis 1821 Professor
- Heinrich Graefe (1802–1868), Pädagoge – geistlicher Lehrer des Gymnasiums
- Christian Gottlob Tröbst (1811–1888), Theologe, Philosoph und Mathematiker – ab 1847 Professor
- Gustav Lothholz (1822–1903), klassischer Philologe – ab 1848 bis 1861 Professor
- Otto Apelt (1845–1932), Klassischer Philologe und Übersetzer – von 1869 bis 1898 Oberlehrer bzw. Professor
- Hermann Rassow (1819–1907), Altphilologe, Direktor 1860–1881, Oberschulrat im Großherzogtum Sachsen-Weimar-Eisenach
- Rudolf Menge (1845–1912), Klassischer Philologe und Lehrer – von 1867 bis 1876 Lehrer des Gymnasiums

## Schüler und Absolventen
Bekannte Schüler und Absolventen des Gymnasiums (geordnet nach Geburtsjahr):
- Johann Andreas Pörtzel (1736–1821), Pfarrer, später Superintendent und Oberpfarrer in Blankenhain
- August Wilhelm Hupel (1737–1819), deutschbaltischer Pastor, Literat
- Friedrich Justin Bertuch (1747–1822), Verleger und Mäzen
- Johann Gottlob Bernstein (1747–1835), Arzt, Medizinprofessor
- Johann Gottfried Hasse (1759–1806), Theologe und Orientalist
- August von Kotzebue (1761–1819), Dramatiker und Schriftsteller, russischer Generalkonsul – Abitur 1777
- Christian August Vulpius (1762–1827), Schriftsteller, Bibliothekar, Goethes Schwager
- Friedrich Justus August Schlegel (1769–1828), deutscher Arzt in Russland
- Johann Christoph Gottlob Weise, deutscher Botaniker und Autor
- Carl Leberecht Schwabe (1778–1851), Bürgermeister der Stadt Weimar, Sachsen-Weimarischer Hofrat
- Gottlob König (1779–1849), Forstwissenschaftler – Schüler von 1790 bis 1794
- Karl Benedikt Hase (Karl Benedikt Hase) (1780–1864), Gräzist, Paläograph, Professor und Bibliothekar
- Wilhelm Martin Leberecht de Wette (1780–1849), Theologe
- Hieronymus Müller (1785–1861), Philologe und Übersetzer
- Friedrich Wilhelm Schmidt (1786–1846), Offizier und provinzialrömischer Archäologe
- Anton Jacob Paulssen (1792–1835), klassischer Philologe
- Ernst Schmidt (1798–1877), Offizier und provinzialrömischer Archäologe
- Johann Gottlob Töpfer (1791–1870), Organist und Komponist – Schüler von 1804 bis 1808
- Karl Wilhelm Göttling (1793–1869), klassischer Philologe
- Emil Huschke (1797–1858), Anatom, Zoologe und Embryologe – Schüler ab 1811
- Johann Christian Lobe (1797–1881), Komponist und Musiktheoretiker – Schüler von 1804 bis 1811
- Constantin Ackermann (1799–1877), Generalsuperintendent in Meiningen
- Friedrich Bernhard Vermehren (1802–1871), Oberappellationsgerichtsrat in Jena
- Ernst Eduard Ludwig Wedel (1804–1877), großherzoglich-sächsischer Leibarzt und praktischer Arzt in Jena – Schüler ab 1817
- Heinrich Aemilius August Danz (1806–1881), Rechtsgelehrter – Schüler ab 1820
- Carl Zeiß (1816–1888), Mechaniker und Unternehmer (Optik) – Schüler bis 1832
- Karl Eckermann (1834–1891), Landschaftsmaler
- Rudolf Menge (1845–1912), Klassischer Philologe, Gymnasiallehrer, Oberschulrat
- Franz Penzoldt (1849–1927), Arzt und Professor der Pharmakologie
- Alfred Götze (1865–1948), Prähistoriker, Museumsleiter – Schüler von 1875 bis 1886
- Hans Zenker (1870–1932), Admiral der kaiserlichen Marine, Chef der Marineleitung – Schüler bis 1889
- Arthur von Geldern-Crispendorf (1871–1962), deutscher Rittergutsbesitzer und Politiker
- Hermann Jöck (1873–1925), Mitglied des Landtages des Freistaates Sachsen-Weimar-Eisenach
- Egon von Haber (1875–1939), Verwaltungsjurist, preuß. Landrat
- Adolf Brehm (1878–1937), Professor für Rechtswissenschaft der Kaufleute – Abitur 1898
- Hans Wahl (1885–1949), Goetheforscher, Museums- und Archivdirektor – Schüler ab 1894
- Georg Haar (1887–1945), Stifter und Notar – Schüler von 1897 bis 1906
- Felix Raabe (1900–1996), Dirigent und Musikwissenschaftler – Abitur 1919
- Walter Christfreund (1917–1994), Ingenieur und Professor für Verkehrsbauwesen
- Othmar Jauernig (1927–2014), Rechtswissenschaftler